# Polymerus brevicornis
Polymerus brevicornis är en insektsart som först beskrevs av Reuter 1879.  Polymerus brevicornis ingår i släktet Polymerus, och familjen ängsskinnbaggar. Enligt den svenska rödlistan är arten nära hotad i Sverige. Arten förekommer i Götaland. Artens livsmiljö är jordbrukslandskap.